# Złota Maska (powieść)
Złota Maska – powieść obyczajowa Tadeusza Dołęgi-Mostowicza z 1935 roku, pierwsza część dylogii o Magdzie Nieczajównej, której kontynuacją są Wysokie Progi. 
Na podstawie książki powstał w 1939 roku film o tym samym tytule.

## Treść
Osiemnastoletnia Magda, córki Antoniego Nieczaja, właściciela sklepu rzeźnickiego z warszawskiego Powiśla, marzy o „lepszym życiu” artystki. W tajemnicy przed ojcem korzysta ze szkoły tańca Iwony Karnickiej, wspierana przez siostrę Adelę i narzeczonego Biesiadowskiego. Pewnego dnia korzysta z okazji rozpoczęcia pracy w warszawskim teatrze rewiowym "Złota Maska". Aby to osiągnąć decyduje się na opuszczenie domu, zerwanie kontaktów z ojcem i niekochanym narzeczonym.  
Rozpoczyna karierę artystki, co jednak wiąże się z ciężką pracą, upokarzającą biedą, umiejętnością odnalezienia się wśród intryg zakulisowych oraz rozczarowujących romansów. W wyniku rywalizacji między teatrami, Magda zostaje wylansowana na nową "gwiazdę", co przynosi jej popularność. Jednak wówczas "Złota Maska" z powodu kryzysu znajdzie się na skraju bankructwa. Wówczas z pomocą przychodzą księgowe umiejętności Magdy, których nauczyła się w sklepie ojca, a także jej znajomości. Osiągnięta dużym kosztem emocjonalnym kariera jest daleka od marzeń Magdy i nie zapewnia jej stabilizacji finansowej.

## Pierwowzór
Pierwowzorem właścicielki szkoły tańca Iwony Karnickiej jest Tacjanna Wysocka, a zespół jej tancerek Iwonki wzorowany jest na zespole Tacjann' girls, potocznie zwany Tacjankami. Teatr "Złota Maska" wzorowany zaś był na warszawskich teatrach rewiowych Qui Pro Quo i Morskie Oko.